# اكيهيتو فوجي
اكيهيتو فوجي (باليابانية: 藤井彰人؛ بالكانا: ふじい あきひと) هو لاعب كرة قاعدة ياباني، ولد في 18 يونيو 1976 في هيغاشي-أوساكا في اليابان.

## وصلات خارجية
- اكيهيتو فوجي على موقع الدوري الياباني لكرة القاعدة (الإنجليزية)
- اكيهيتو فوجي على موقعبيزبول رفرنس.كوم (الدوري الثانوي) (الإنجليزية)